# Moritz (Brauerei)

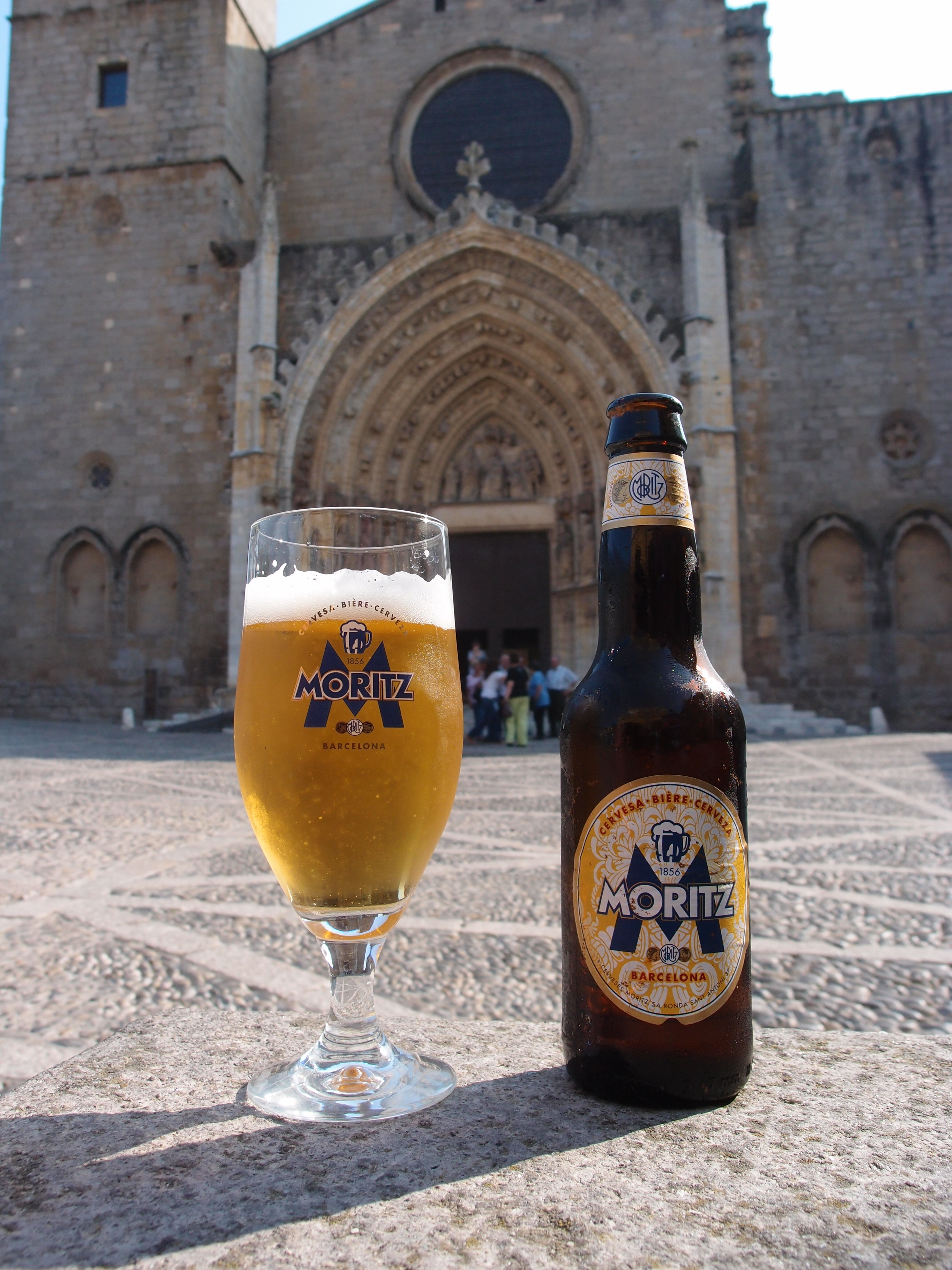
Moritz im Originalglas

Moritz ist eine katalanische Bierbrauerei mit Hauptsitz in Barcelona, die auf eine Brautradition seit der Mitte des 19. Jahrhunderts zurückblickt.

## Geschichte
Die Gründungsgeschichte der Brauerei beginnt mit Louis Moritz Trautmann aus Pfaffenhoffen im Elsass, der im Alter von 20 Jahren nach Katalonien auswanderte und sich in Barcelona niederließ. Im Jahre 1856 wurde er in Barcelona Direktor einer kleinen Brauerei im Stadtteil St. Antoni im damaligen Neubaubezirk Eixample. Das Jahr 1856 gilt daher heute auch als das „Geburtsjahr“ des Moritz-Bieres, das nach Pilsener Brauart hergestellt wurde und wird. 1858 kaufte Louis Moritz Trautmann die Braustätte seines Arbeitgebers Ernesto Ganivet und erwarb im Jahr 1864 eine weitere kleinere Bierbrauerei hinzu, die sich ebenfalls in Sant Antoni – an der Ronda de Sant Antoni 39 – befand; diese Braustätte gilt heute als die erste industriell arbeitende Bierbrauerei in Spanien und Moritz entwickelte sich bis zum Ende des 19. Jahrhunderts zur führenden Biermarke in Barcelona. Auf der Weltausstellung in Barcelona im Jahre 1888 gewann Louis Moritz mit seinem Bier eine Goldmedaille.
Im Jahr 1920 verstarb der Firmengründer Louis Moritz Trautmann. Seine Nachkommen vergrößerten in den Folgejahren die Braustätte erheblich, was eine Verdreifachung des Absatzes zur Folge hatte. Nach einer Fusion mit einem weiteren Unternehmen wurde die Braustätte in Cervezas Barcelona S.A. umbenannt.
Aufgrund des wirtschaftlichen Einbruchs infolge der Ölkrise in den 1970er Jahren, entschlossen sich die Nachkommen von Louis Moritz im Jahr 1978 dazu, die Brauerei zu schließen.

## Heutige Situation
Nach 26-jährigem Stillstand des Braubetriebes nahmen die 5. und 6. katalanische Generation der Nachfahren von Louis Moritz Trautmann die Produktion im Jahre 2004 wieder auf und Moritz S.A. firmiert heute unter seinem historischen Firmennamen und seiner historischen Adresse abermals im Stadtteil Sant Antoni von Barcelona, in der Ronda de Sant Antoni 39. Moritz wird von der Brauerei La Zaragozana SA in Saragossa in Lizenz gebraut. Heute wird dieses Bier in ganz Spanien verkauft sowie in 35 weitere Länder exportiert.

## Marken
- Aigua de Moritz (0,0 %)
- Moritz (5,5 %)
- Moritz Epidor (7,2 %)

## Fotos

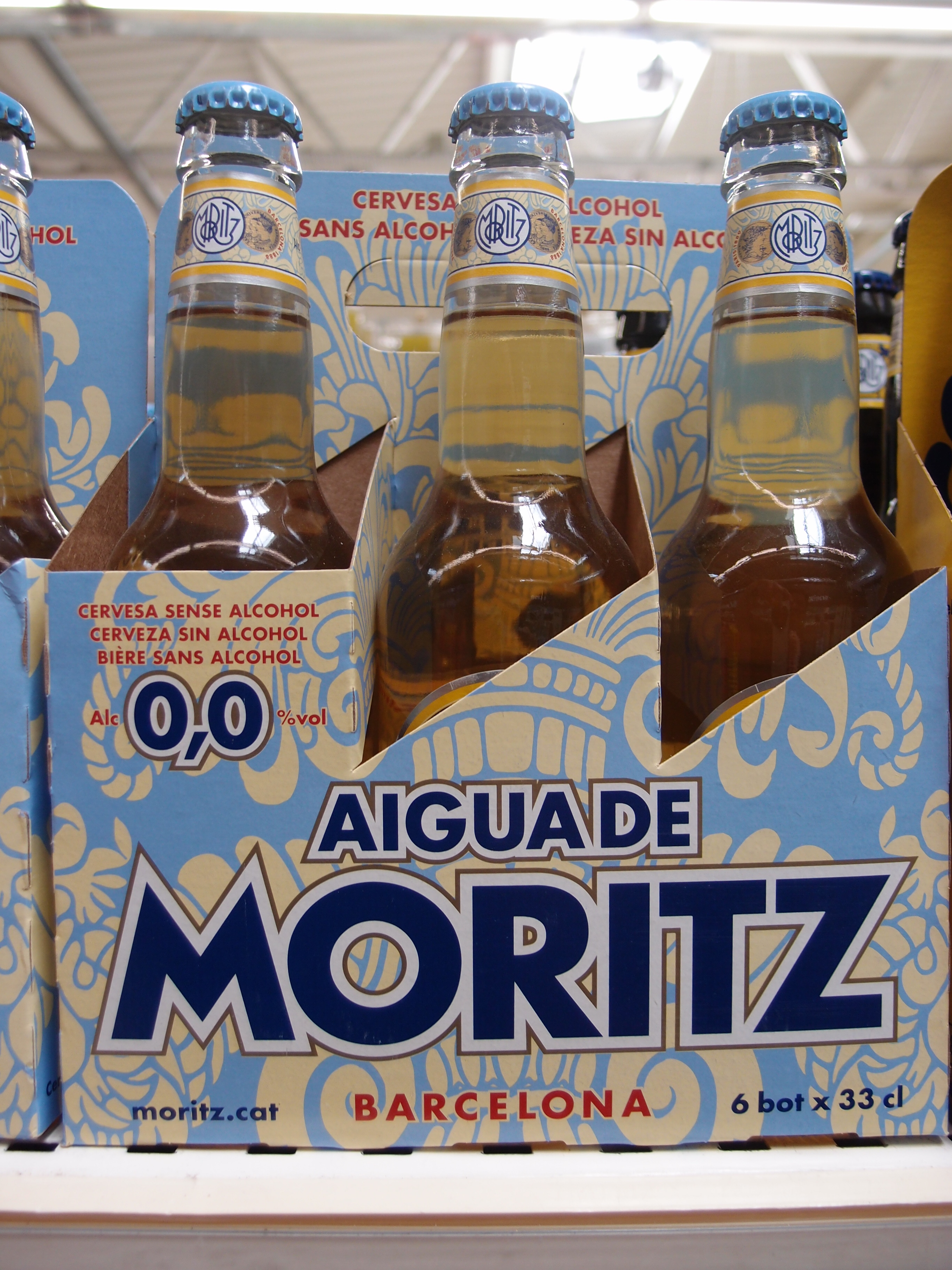
Aigua de Moritz (alkoholfreies Bier der Marke, übersetzt 'Wasser von Moritz')
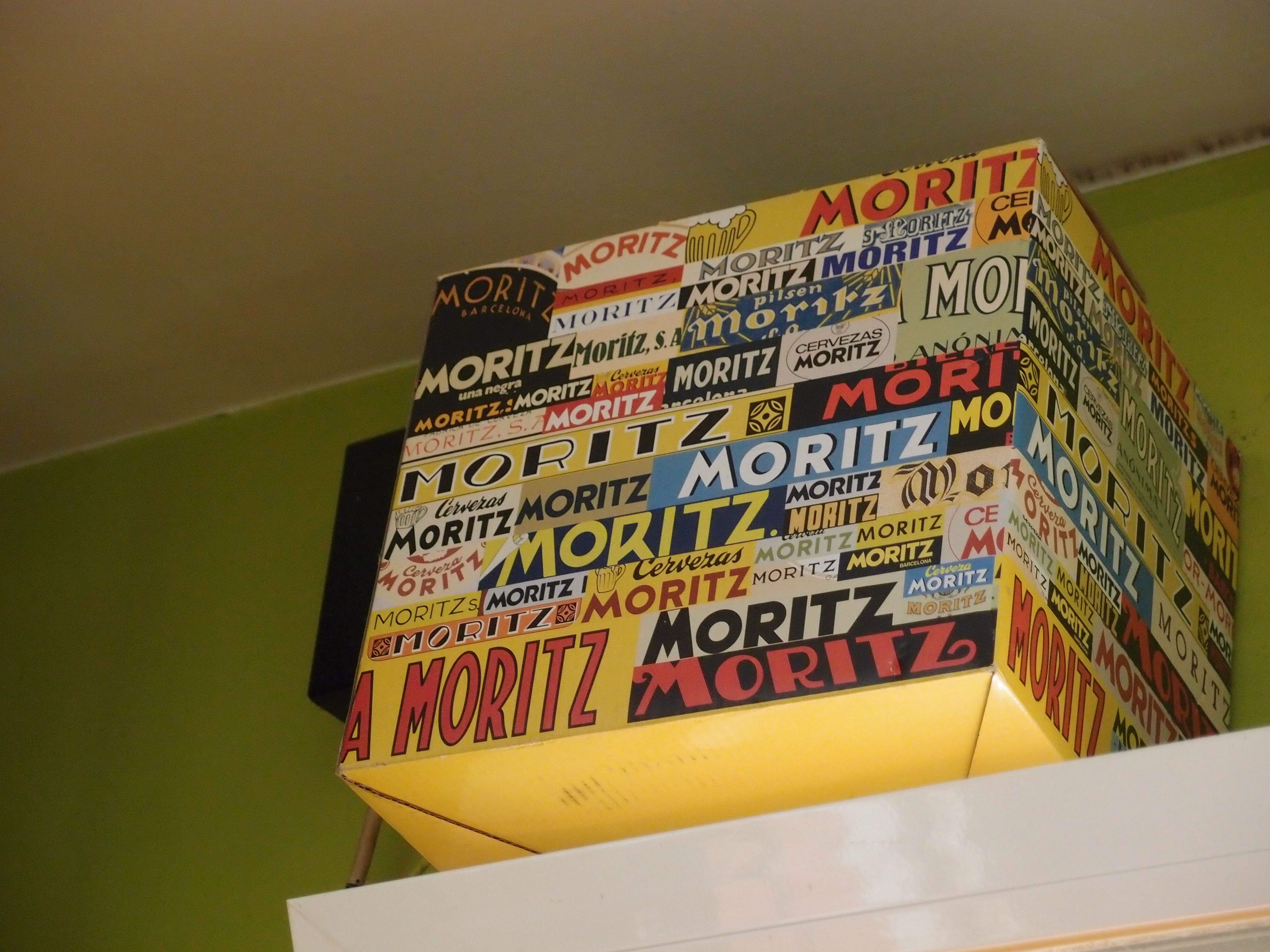
Moritz-Karton
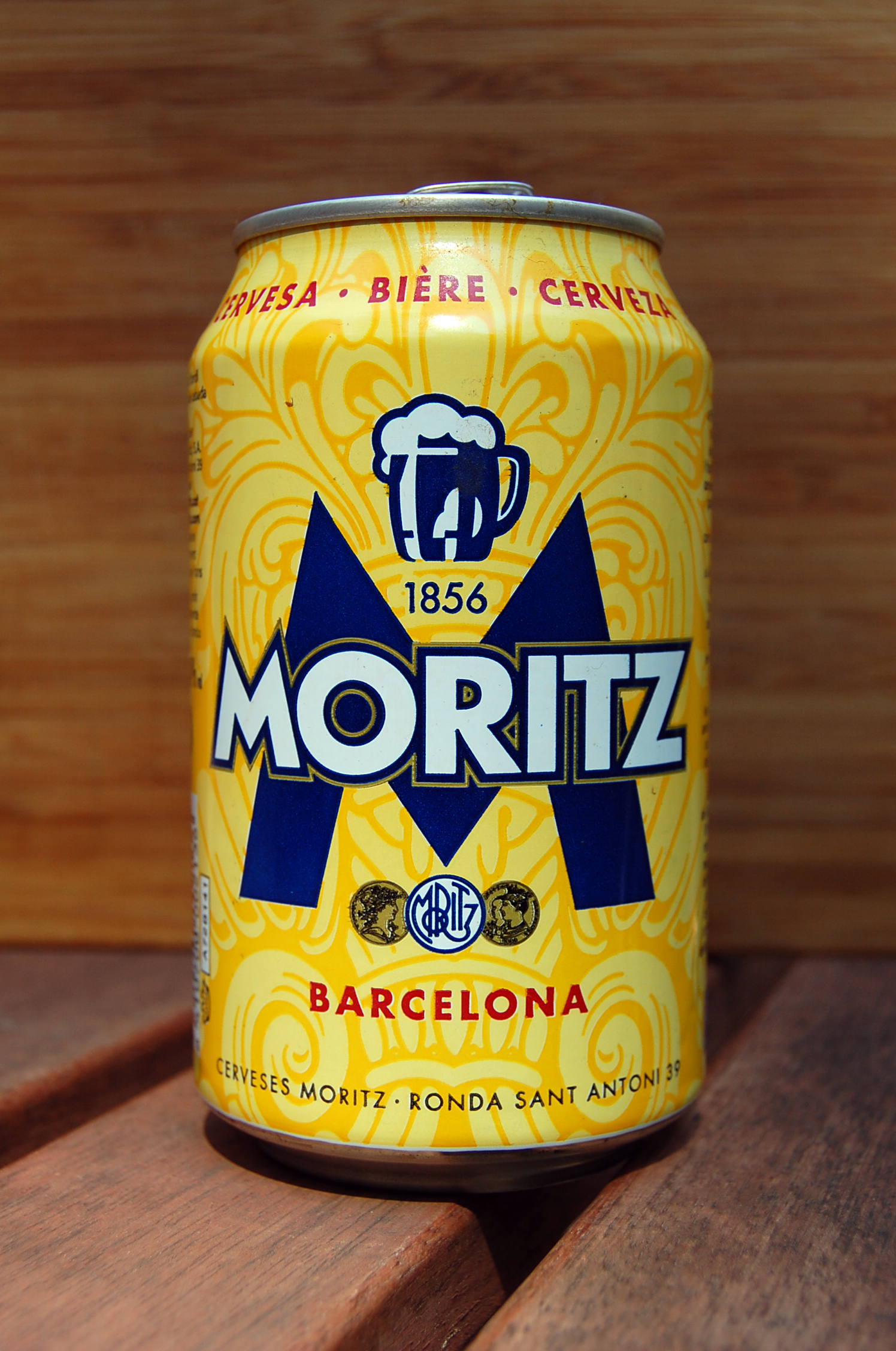
Bierdose
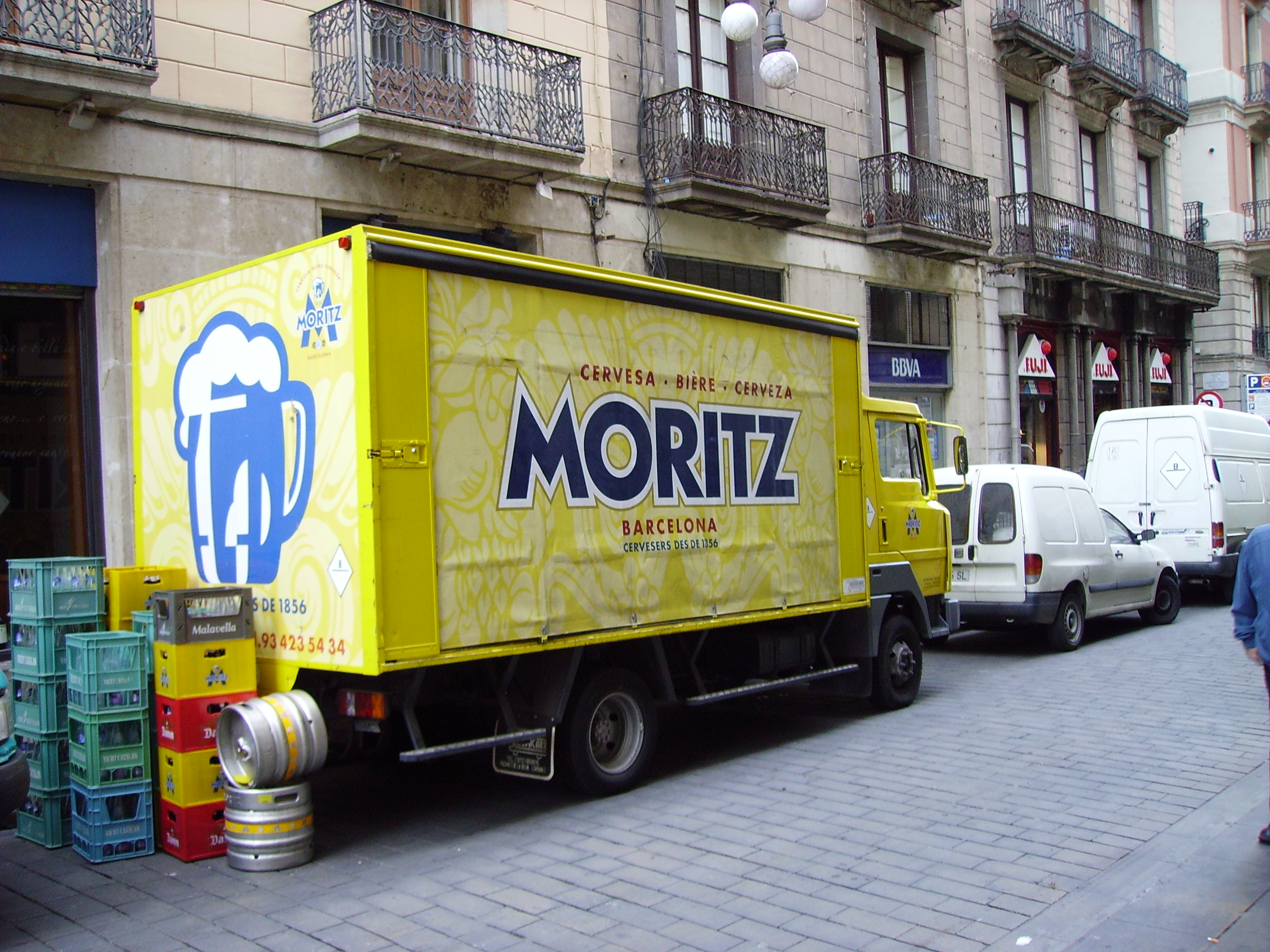
Moritz-Getränketransporter